# Petit-Mars
Petit-Mars is een gemeente in het Franse departement Loire-Atlantique (regio Pays de la Loire). De plaats maakt deel uit van het arrondissement Châteaubriant. Petit-Mars telde op 1 januari 2022 3.865 inwoners.

## Geografie
De oppervlakte van Petit-Mars bedroeg op 1 januari 2022 25,97 vierkante kilometer; de bevolkingsdichtheid was toen 148,8 inwoners per km².

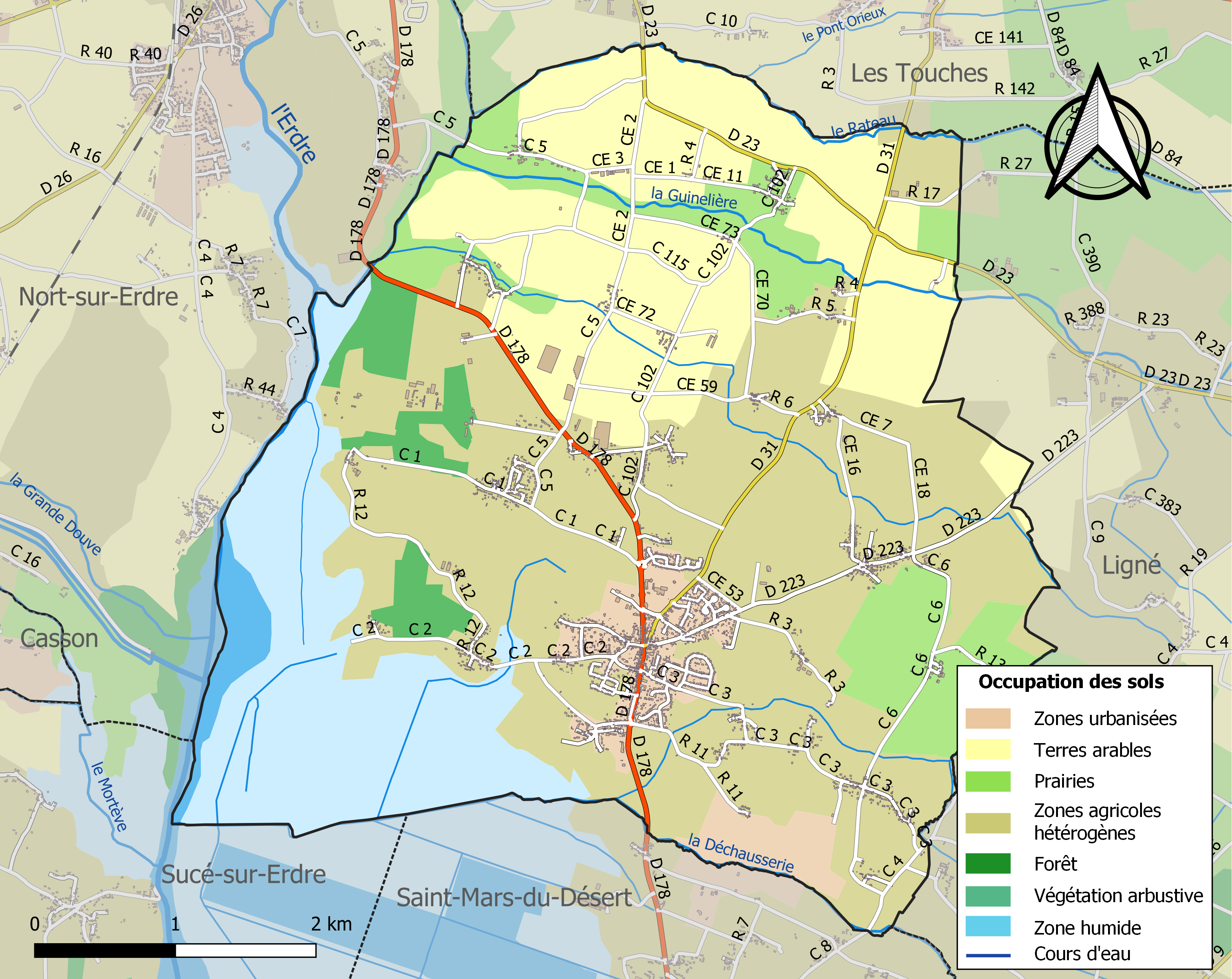
Kaart van de gemeente met de belangrijkste infrastructuur, bodemgebruik en omliggende gemeenten

## Demografie
Onderstaande figuur toont het verloop van het inwonertal (bron: INSEE-tellingen).